# Tony Alva

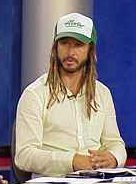
Tony Alva in 2005

Tony Alva (Santa Monica, Californië, 2 september 1957) is een skateboarder met de bijnaam Mad Dog. In 1967 kreeg Alva zijn eerste surf- en skateboard en ontwikkelde zo een liefde voor surfen, skateboarden en rock-'n-roll. In 1972 nam hij deel aan het legendarische Z-Boyz Skateboard Team samen met Stacy Peralta.
Naast skateboarden zat hij ook nog steeds op school. Hij slaagde voor de Santa Monica High School in 1975. In 1977 werd hij voor Trasher Magazine verkozen tot Skater Of The Year. In hetzelfde jaar zette hij het wereldrecord Barrel-Jump en ook won hij de Men’s World Overall Professional Skateboard Championship. Vlak daarna begon hij op negentienjarige leeftijd zijn eigen skateboardbedrijf, Alva Skateboarding Company.
In 1978 werd Alva's eerste film uitgebracht: Skateboard The Movie, waarin hij de rol van Tony Bluetile speelt. In 1983 vormde Tony de Alva Posse, samen met bekende skaters als Ray Barbee, Maro Gonzales, Dave Duncan en Craig Johnson. In 1986 werd zijn tweede film uitgebracht, Thrashin’ the Movie, waarin hij de rol van een 'Daggers' Gang Member op zich neemt.
Alva is vader van een dochter en een zoon. In 1999 behaalde hij de X Games Lifetime Achievement Award en in 2002 kreeg de Transworld Skateboarding Magazine Legend Award. In 2002 werd ook zijn derde film Dogtown And Z-Boys uitgebracht en kreeg hij de titels Sundance Award en de Independant Spirit Award. Een jaar later haalde hij de ID Magazine 100 Most Influential People In Fashion Award. Ook in 2003 trad hij op in een reclamespot voor Mercedes Benz, die werd opgenomen in Barcelona.
In 2005 verhuisde Alva op 47-jarige leeftijd van Santa Monica naar San Clemente. Op dit moment runt hij nog steeds Alva Skateboards. Datzelfde jaar verscheen ook zijn vierde film, Lords Of Dogtown.
Alva staat op de cd-cover The Action Is Go (1997) van de band Fu Manchu.

## Overzicht
- 1957 - Geboren In Santa Monica
- 1967 - Alva krijgt zijn eerste surf- en skateboard
- 1973 - Hij neemt deel aan de Z-Boyz Team met Stacy Peralta
- 1975 - Hij slaagt op de Santa Monica High School
- 1977 - Hij start zijn eigen bedrijf: Alva Skateboard Company
- 1977 - Hij wint de "Men Overall World Professional Skateboard Championship"
- 1977 - Hij wordt verkozen tot "Skateboarder Of The Year" in de "Skateboarder Magazine Reader *Poll"
- 1977 - Hij verbetert het Wereld Record "Barrel Jump"
- 1978 - "Skateboard the Movie" uitgekomen
- 1983 - De "Alva Posse" wordt gecreëerd
- 1986 - "Thrashin’ the Movie" uitgekomen
- 1999 - "X Games Lifetime Achievement Award" ontvangen
- 2002 - "Transworld Skateboarding Magazine Legend Award"
- 2002 - "Dogtown And Z-Boys"
- 2002 - "Sundance Award" en de "Independent Spirit Award"
- 2003 - "ID Magazine 100 Most Influential People In Fashion Award"
- 2003 - Alva maakt een reclame voor Mercedes Benz in Barcelona
- 2005 - "Lords Of Dogtown" uitgekomen.